# Liste der Straßennamen von Frankfurt am Main/W

## Wa
Wacholderweg, Frankfurter Berg
Die Wacholder (Juniperus) sind eine Pflanzengattung in der Unterfamilie Cupressoideae innerhalb der Familie der Zypressengewächse (Cupressaceae).
Wächtersbacher Straße, Fechenheim
Wächtersbach, Stadt an der Kinzig, im Main-Kinzig-Kreis, östlich von Frankfurt.
Waidmannstraße, Sachsenhausen
Es wird vermutet, dass sie an die seligen Zeiten erinnern soll, als (wohl nur den betuchten) Frankfurter Bürgern die Jagd im Wildbann Dreieich, wovon ein Teil der heutige Stadtwald ist, erlaubt war.
Waitzstraße, Ostend
Georg Waitz (1813–1886), deutscher Rechtshistoriker und Mediävist. Er ist einer der bekanntesten Herausgeber historischer Quellen zur deutschen Geschichte. Ab 1875 Präsident der Monumenta Germaniae Historica (MGH). 1848–1849 war Waitz für den Wahlkreis Bordesholm Mitglied der Frankfurter Nationalversammlung in der Paulskirche.
Walburga-Zizka-Weg, Bockenheim
Walburga Zizka (1933–1994), Frankfurter CDU-Kommunalpolitikerin, die sich insbesondere für die psychiatrischen Belange der Bevölkerung engagierte.
Waldecker Straße, Dornbusch
Waldeck (Stadt), Stadt im Landkreis Waldeck-Frankenberg.
Waldfriedstraße, Niederrad
Nach dem Namen eines Besitzes des Frankfurter Industriellen und Stifters Arthur von Weinberg (1860–1943) und dessen Bruder Carl von Weinberg (1861–1943) in Niederrad.
Waldschmidtstraße, Ostend
Johann Martin Waldschmidt († 1706) war ab 1691 der erste hauptamtliche Bibliothekar der städtischen Bibliothek, deren Existenz schon seit 1484 belegt ist.
Waldschulstraße, Griesheim
1917 wurde die heutige Eichendorffschule unter dem Namen „Waldschule“ eröffnet.
Wallauer Straße, Gallus
Wallau, seit 1977 Stadtteil von Hofheim am Taunus, Main-Taunus-Kreis.
Walldorfer Straße, Sachsenhausen
Walldorf, ehemalige Waldenserkolonie, seit 1977 Stadtteil von Mörfelden-Walldorf, Landkreis Groß-Gerau. Die beiden ursprünglich eher miteinander verfeindeten Gemeinden schlossen sich freiwillig zusammen, um einer drohenden Eingemeindung nach Frankfurt zuvorzukommen.
Wallfahrtsweg, Seckbach
Die Bergkirche St. Elisabeth stand einst in Kirchberg, einem früheren Ort zwischen Seckbach und Bergen (vgl. Kirchgasse). Sie war Pfarrkirche von Seckbach, Bergen und Fechenheim und wurde ab 1757 zugunsten der neu errichteten Peterskirche abgetragen. Zur Zeit der Beulenpest war die Bergkirche Wallfahrtskirche und hieß Kreuzkirche.
Wallstraße, Sachsenhausen
Sie erinnert an die ehemalige Stadtmauer von Sachsenhausen, das recht gut mit Wall und Graben befestigt war. Kaufmännisch gedacht wurde der Graben auch als Fischteich genutzt.
Walnußweg, Frankfurter Berg
Die Walnussgewächse (Juglandaceae) sind eine mit rund 60 Arten relativ kleine Familie von vorwiegend baumförmig wachsenden Holzpflanzen, die zu den Buchenartigen (Fagales) gehören.
Walter-Abschlag-Weg, Heddernheim
Walter Abschlag (1909–1981), von 1937 bis zu seiner Verhaftung 1938 Kaplan in der katholischen St. Peter und Paul-Gemeinde in Heddernheim. Interniert im KZ Buchenwald.
Walter-Gropius-Straße, Kalbach-Riedberg
Walter Gropius (1883–1969), deutschamerikanischer Architekt, Gründer des Bauhauses. Er gilt als einer der Begründer der modernen Architektur. Von den Nationalsozialisten angefeindet, emigrierte er 1934 über Großbritannien in die USA. Bekannt sind die Gropiusstadt in Berlin und das PanAm-Gebäude in New York.
Walter-Hesselbach-Straße, Preungesheim
Walter Hesselbach (1915–1993), Frankfurter Bankier und Gewerkschaftsmanager, SPD-Kommunalpolitiker. Nicht zu verwechseln mit Repräsentanten in der populären Fernsehserie Familie Hesselbach.
Walter-Kolb-Straße, Sachsenhausen
Walter Kolb (1902–1956) war der sehr populäre Frankfurter Oberbürgermeister der unmittelbaren Nachkriegszeit.
Walter-Leiske-Straße, Dornbusch
Dr. Walter Leiske (1889–1971), von 1948 bis 1960 Bürgermeister in Frankfurt.
Walter-Möller-Platz, Heddernheim
Walter Möller (1920–1971), Frankfurter Kommunalpolitiker der SPD. Von 1970 bis 1971 Oberbürgermeister der Stadt.
Walter-Nernst-Straße, Kalbach-Riedberg
Walther Nernst (1864–1941), deutscher Physiker und Chemiker, 1920 erhielt er den Nobelpreis für Chemie in Anerkennung seiner thermochemischen Arbeiten.
Walter-Schwagenscheidt-Platz, Praunheim
Walter Schwagenscheidt (1886–1968) war ein deutscher Architekt und Städteplaner aus dem Umfeld Neues Frankfurt. Sein Hauptwerk war der Bau der Nordweststadt.
Walter-vom-Rath-Straße, Westend
Dr. Ing. h. c. Walther vom Rath (1857–1940), Naturwissenschaftler und Jurist, war erster stellv. Vorsitzender des Aufsichtsrates der I.G. Farbenindustrie. Warum das h des Vornamens im Straßennamen ausfiel, ist noch nicht ermittelt. - Benachbart sind weitere Straßen nach bedeutenden Chemikern benannt, insbesondere Führungskräften der I.G. Farben bzw. ihrer Vorgängergesellschaften; diese Wohnstraßen entstanden alle 1928 parallel zum Bau des I. G.-Farben-Hauses. Vorher befand sich auf diesem Gelände die Hundswiese. Die Grünfläche diente u. a. als Fußballfeld für die Vorgängervereine der Eintracht.
Walther-von-Cronberg-Platz, Sachsenhausen
Walther von Cronberg (1477–1543), von 1527 bis 1543 Hochmeister des Deutschen Ordens.
Wanebachstraße, Dornbusch
Wigel von Wanebach, Schöffe, Großhändler und Stifter der Liebfrauenkirche, zählte um 1300 zu den reichsten Bürgern der Stadt Frankfurt.
Warschauer Straße, Gallus (Europaviertel)
Warschau, Hauptstadt Polens, mit rund 1,7 Millionen Einwohnern.
Wartburgstraße, Unterliederbach
Die Wartburg über der Stadt Eisenach gelegen, wurde um 1073 von Ludwig dem Springer gegründet und gehört seit 1999 zum Weltkulturerbe. Zufluchtsort für Martin Luther, der hier die erste Bibelübersetzung in die deutsche Sprache fertigte. Aber auch das dort am 18. Oktober 1817 veranstaltete Wartburgfest ist für die deutsche Geschichte ein bedeutendes Ereignis.
Wartegäßchen, Sachsenhausen
Benannt nach der Sachsenhäuser Warte, die das Frankfurter Stadtgebiet nach Süden schützte und gegen den Widerstand der Grafen von Hanau und Ysenburg erbaut wurde. Näher an der Stadt liegt das Erste (oder I.) Wartegäßchen, das Zweite (II.) läuft parallel dazu.
Wartweg, Seckbach (alt)
Der Weg verband die Berger Warte und die Leopoldsäule mit dem Klingenweg, er verlief parallel zur Vilbeler Straße (heute Vilbeler Landstraße).
Wasgaustraße, Unterliederbach
Wasgau ist der Name einer Mittelgebirgslandschaft in Rheinland-Pfalz. Er bezeichnet den südlichen Teil des Pfälzerwaldes an der Grenze zum französischen Elsass. Dort setzt sich der Wasgau in den Vogesen (frz. Les Vosges) fort.
Wasserhofstraße, Oberrad
Dem Wasserhof nahe der Gerbermühle wurde in Goethes Faust beim Osterspaziergang ein Denkmal gesetzt.

## We
Weberstraße, Nordend
Carl Maria von Weber (1786–1826), deutscher Komponist. Sein heute bekanntestes Werk ist die Oper Der Freischütz.
Weckmarkt, Altstadt
Dieser Marktplatz, eigentlich eine Straße, liegt direkt an der Südseite des Doms. Hier steht außerdem das Leinwandhaus. Unter einer Weck versteht man in Frankfurt ein Brötchen.
Wed, Höchst
Ehemaliger Bachlauf des Liederbachs mit Einleitung in den Höchster Burggraben. Unter Wed verstand man eine ummauerte Pferdeschwemme, wo die Pferde gesäubert wurden, ehe sie wieder in den Stall durften (sprachlich mit dem engl. wet = nass verwandt).
Wegscheidestraße, Preungesheim
1920 wurde auf dem Gelände eines ehemaligen Kriegsgefangenenlagers bei Bad Orb im Spessart das Kinderdorf Wegscheide eingerichtet, in dem fast jeder Frankfurter Schüler einmal in seinem Leben gewesen sein dürfte. Siehe auch Jaspertstraße.
Wehrheimer Straße, Bornheim
Wehrheim, Gemeinde im Hochtaunuskreis.
Wehrhofstraße, Rödelheim
Wehrhöfe dienten als Vorposten zur Sicherung einer Siedlung und waren durch Mauern umgeben. Vergleichbar den Warten konnten somit anrückende Feinde früher erkannt und die Verteidigung organisiert werden.
Wehrstraße, Oberrad
Sie führt zum Mainwehr oberhalb der Gerbermühle.
Weibleinsplatz und Weibleinsgasse, Altstadt
Das kleine Plätzchen mit dem gleichnamigen Brunnen grenzte westlich an den Krautmarkt, etwa südwestlich des Domturms. Von Westen her mündeten die Tuchgaden und die Bendergasse in den Platz, die Weibleinsgasse führte nach Süden zur Saalgasse.
Weidenauer Straße
Weidenau, heute Stadtteil von Siegen im Kreis Siegen-Wittgenstein/Nordrhein-Westfalen.
Weidenbornstraße, Bornheim
Flurname. Dort entsprang ein Bach, der an der Günthersburg und den Bornheimer Weiden vorbeifloss.
Weilbacher Straße, Gallus
Weilbach (Flörsheim), heute Stadtteil von Flörsheim am Main im Main-Taunus-Kreis. Naturliebhabern bekannt durch das Naturlehrhaus Weilbacher Kiesgruben im dortigen Naturschutzgebiet.
Weilbrunnstraße, Preungesheim
Weilbrunn war von 1870 bis 1890 Bürgermeister und Standesbeamter von Preungesheim.
Weilburger Straße, Gallus
Weilburg, ehemalige Residenzstadt an der Lahn im Landkreis Limburg-Weilburg, bekannt durch sein Renaissance-Schloss.
Weimarer Straße, Nieder-Eschbach
Weimar, Universitätsstadt in Thüringen, berühmt durch die Dichterfürsten Schiller und Goethe. Im Jahre 1919 fand in Weimar die verfassunggebende Versammlung der Nationalversammlung statt. Nach diesem Ereignis wurde die dann folgende Ära von 1919 bis 1933 als Weimarer Republik bezeichnet.
Weismüllerstraße, Ostend
Emmerich Weismüller (1837–1909), Frankfurter Industrieller, Miteigentümer der um 1930 untergegangenen Maschinenfabrik Gebr. Weismüller in Bockenheim.
Weißadlergasse, Altstadt
Benannt nach einem ehemaligen Haus Zum Weißen Adler
Weißdornweg, Frankfurter Berg
Als Weißdorne (Crataegus) werden verschiedene Arten aus der Pflanzengattung der Kernobstgewächse (Pyrinae) innerhalb der Familie der Rosengewächse (Rosaceae) bezeichnet.
Weißfrauenstraße, Altstadt
Die Weißfrauenkirche und das Kloster der Schwestern der Heiligen Magdalena existierten dort ab 1227. In der Reformationszeit aufgegeben, die Güter fielen an die Stadt. Die Kirche wurde im Zweiten Weltkrieg zerstört und nicht mehr aufgebaut.
Weißkirchener Weg, Niederursel
Weißkirchen, seit 1972 Stadtteil von Oberursel im Hochtaunuskreis, grenzt direkt an Niederursel.
Wellengasse, Oberrad (früher auch Wellergasse)
Reisigbündel, die sich die Oberräder zumeist im Winter im Wald für vielfältige Zwecke zurechtmachten, waren hier gestapelt und wurden „Wellen“ genannt.
Welscher Weg, Sachsenhausen
Auf diesem Weg hinter dem Park Louisa wanderten die Mitglieder der Französisch-Reformierten Kirche zum Gottesdienst nach Neu-Isenburg, da ihnen die Ausübung ihres Glaubens in Frankfurt verwehrt war. Welsch war der meist abwertende Ausdruck für keltisch, romanisch, fremdländisch, siehe Welschschweiz, aber auch Rotwelsch.
Welschgrabenstraße, Zeilsheim
Der Welschgraben verläuft in der Zeilsheimer, Sindlinger und Hattersheimer Gemarkung und stellte die Grenze zwischen germanischer und keltischer Bevölkerung dar, von der Siedlungsspuren in Zeilsheim gefunden wurden (siehe Welscher Weg in Sachsenhausen).
Wendelsplatz und Wendelsweg, Sachsenhausen
Eine 1369 errichtete Kapelle zum hl. Wendelinus stand am Wendelsplatz. Er ist der Schutzpatron der Hirten und Weidetiere. Die Nähe zum Stadtwald, der ja lange als Tierweide diente, macht da Sinn. Max Beckmann setzte der Straße 1928 mit seinem Gemälde Der Wendelsweg in Frankfurt am Main ein künstlerisches Denkmal.
Wenzelweg, Heddernheim
Hektor Wenzel (1845–1911) war Heddernheimer Bürgermeister von 1877 bis 1910.
Werner-Bockelmann-Straße, Nied
Dr. Werner Bockelmann (1907–1968), deutscher Jurist und SPD-Politiker. Von 1957 bis 1964 Oberbürgermeister in Frankfurt. Sein Neffe ist der Liedermacher und Sänger Udo Jürgens.
Werner-Haustein-Straße, Nied
Das Sträßchen ohne Hausnummern und Anlieger ist 1972 nach dem Juristen und Heidelberger Honorarprofessor Werner Haustein (1894–1959) benannt worden. Dessen Spezialgebiete waren das internationale Verkehrsrecht und das Eisenbahnrecht; sein letzter Arbeitgeber, die Deutsche Bundesbahn, betrieb in Nied ein Ausbesserungswerk und baute gerne auf seine Expertise bei juristischen Auseinandersetzungen. Nachdem 2011 Hausteins Verstrickungen in das NS-Unrechtsregime bekannt wurden, beschlossen Magistrat und Ortsbeirat im Jahre 2018, die Ehrung rückgängig zu machen. Adresse des Sträßchens ist nunmehr wieder der Nieder Kirchweg.
Werner-von-Ursel-Platz, Niederursel
Werner von Ursel, auch Werner von Orselen genannt, war ein aus Niederursel gebürtiger Ritter (1280–1330). Als 14. Hofmeister des Deutschritterordens hatte er an der militärischen Missionierung der damals noch heidnischen Bevölkerung in Ostpreußen großen Anteil.
Werrastraße, Bockenheim
Werra, ca. 300 km langer Fluss, entspringt im Thüringer Wald. Geht zusammen mit der Fulda bei Hannoversch Münden in der Weser auf.
Wertheimer Straße, Sachsenhausen
Wertheim, Große Kreisstadt im Main-Tauber-Kreis/Baden-Württemberg.
Weserstraße, Bahnhofsviertel
Weser, 452 km langer Strom, entsteht in Hannoversch Münden aus dem Zusammenfluss von Fulda und Werra, mündet bei Bremerhaven in die Nordsee; beliebte Radwanderstrecke. Vor dem Bau des Hauptbahnhofes verfügte die sog. Main-Weser-Bahn (Frankfurt-Kassel) über ein eigenes Bahnhofsgebäude an der Gallusanlage zwischen Taunustor und Gallustor (heute Kaiserstraße) sowie über nachgelagerte Gebäude. Die Weserstraße führte fast rechtwinklig auf diese Bahnanlagen zu.
Westenbergerstraße, Sindlingen
Alteingesessene Sindlinger Familie.
Westerbachstraße, Sossenheim, Rödelheim
Der Westerbach durchfließt zwischen Eschborn und Rödelheim das Gebiet der Wüstung Breitenloch, die im Dreißigjährigen Krieg zerstört wurde und mündet in Rödelheim in die Nidda.
Westerwaldstraße, Sossenheim
Der Westerwald, viel besungenes und als unwirtlich/rau bezeichnetes, bis 647 m hohes Mittelgebirge zwischen Hessen, Nordrhein-Westfalen und Rheinland-Pfalz. Montabaur, Altenkirchen, Neuwied und Herborn sind dieser Region zuzurechnen.
Westpreußenstraße, Bergen-Enkheim
Als Folge des Ersten und Zweiten Weltkrieges an Polen verlorenes ehemals deutsches Siedlungsgebiet mit der Hauptstadt Danzig.
Wetteraustraße, Nordend
Die Wetterau, nördlich von Frankfurt, zwischen Taunus und Vogelsberg gelegener, sehr fruchtbarer Landstrich, was schon die Römer zu schätzen wussten, wie der Verlauf des Limes deutlich zeigt.
Wetzlarer Straße, Eckenheim
Wetzlar, Kreisstadt des Lahn-Dill-Kreises, an der Lahn gelegen.

## Wi
Wichernstraße, Seckbach
Johann Hinrich Wichern (1808–1881), Theologe, Begründer der evangelischen Inneren Mission. Auf seine Idee geht die Tradition des Adventskranzes zurück.
Wickenweg, Frankfurter Berg
Als Wicken werden verschiedene Arten aus der Familie der Schmetterlingsblütler bezeichnet.
Wickerer Straße, Gallus
Wicker, jetzt Stadtteil von Flörsheim am Main im Main-Taunus-Kreis. In der Frankfurter Region auch bekannt durch eine Mülldeponie großen Ausmaßes.
Wicker-Frosch-Straße, Bockenheim
Wicker Frosch (vor 1300–1363), bedeutender Frankfurter Patrizier und Geistlicher in Frankfurt und Mainz. Er stiftete eine Reihe noch heute bestehender Einrichtungen, darunter das St. Katharinen- und Weißfrauenstift, eine Versorgungseinrichtung für alte, bedürftige christliche Frankfurter Frauen, und die Katharinenkirche.
Wielandstraße, Nordend
Christoph Martin Wieland (1733–1813), deutscher Dichter, Übersetzer und Herausgeber im Zeitalter der Aufklärung. Der Älteste des Viergestirns am Weimarer Hof, d. h. neben Lessing, Goethe und Schiller.
Wiener Straße, Oberrad
Wien, Hauptstadt Österreichs und Sitz des über mehrere Jahrhunderte herrschenden Kaisergeschlechtes der Habsburger, die in Frankfurt gewählt und im Frankfurter Dom gekrönt wurden.
Wiesbadener Straße, mehrere Stadtteile
Wiesbaden, Landeshauptstadt von Hessen und Zielort der Straße. In großen Abschnitten deckt sich ihr Verlauf mit den Trassen der A 66 bzw. der A 648. Im östlichen Abschnitt hieß die Wiesbadener Straße bis 1955 Friedrich-Ebert-Straße; dann wurde noch weiter östlich die Friedrich-Ebert-Allee nach dem ersten Reichspräsidenten benannt.
Wiesenhüttenplatz und Wiesenhüttenstraße, Bahnhofsviertel / Gutleutviertel
Ludwig Friedrich Wilhelm Freiherr von Wiesenhütten (1786–1859), großzügiger Philanthrop, vererbte sein riesiges Vermögen einem „Versorgungshaus“. Das „Wiesenhüttenstift“, heute ein Altenwohn- und -pflegeheim, existiert nach dem Umzug aus der Richard-Wagner-Straße noch heute am Gravensteiner Platz (Preungesheim).
Wiesenstraße, Bornheim
Bis zur Eingemeindung 1878 hieß diese Bornheimer Straße Bleichstraße. Sie führte zu den Bornheimer Wiesen, wo sich früher große Bleichen befanden, also damals mit Hilfe von Sonnenlicht oder Wasser Textilien gebleicht wurden. Mit Wirkung vom 9. August 1945 wurde die Wiesenstraße nordwestlich der Burgstraße in Hartmann-Ibach-Straße umbenannt. Die Hausnummern wurden, wie vor der Straßenumbenennung, beibehalten, so dass die Hartmann-Ibach-Straße mit den Hausnummern 51 bzw. 54 beginnt.
Wildemannsgasse (alt), Altstadt
Ein winziges Gässchen, vermutlich nach einem Haus Wilder Mann benannt (die Häuser im alten Frankfurt trugen Namen, keine Nummern). Es lag zwischen der (heutigen) Berliner Straße und der heutigen Kleinmarkthalle.
Wildenbruchstraße, Dornbusch
Ernst von Wildenbruch (1845–1909), deutsch-nationaler Schriftsteller und Diplomat. Der Bismarckmythos im Kaiserreich wurde von ihm stark gefördert. Seine Werke sind heute praktisch vergessen.
Wildunger Straße, Bockenheim
Bad Wildungen, Kurstadt (bis 2002 Staatsbad) im Landkreis Waldeck-Frankenberg.
Wilhelm-Beckel-Straße, Sossenheim
Wilhelm Beckel (1892–1957), Lokalpolitiker in Sossenheim nach dem Zweiten Weltkrieg, 1947 maßgeblicher Mitbegründer des Volkshausvereins, dem es gelang, die Herausgabe des 1924 erbauten, im Dritten Reich enteigneten Volkshauses der Freien Turnerschaft zu erwirken.
Wilhelm-Beer-Weg, Sachsenhausen
Wilhelm Amandus Beer (1837–1907), Frankfurter Maler, leitete ab 1897 das Meisteratelier für Malerei am Städel.
Wilhelm-Busch-Straße, Dornbusch
Wer kennt nicht die Moritat „Max und Moritz“? Dieses in viele, auch tote Sprachen, übersetzte Werk stammt von Wilhelm Busch (1832–1908), dem Urvater des Comics.
Wilhelm-Epstein-Straße, Ginnheim
Dr. Wilhelm Epstein (1860–1941), Physiker und Frankfurter Stadtverordneter, Leiter des Frankfurter Bundes für Volksbildung, den er zu einer Volkshochschule ausbaute.
Wilhelm-Fay-Straße, Sossenheim
Dr. Wilhelm Fay, Gründungsmitglied des Kreisverbandes Frankfurt der späteren CDU. Zeitweilig Bürgermeister der Stadt Frankfurt.
Wilhelm-Flögel-Ring, Nieder-Eschbach
Wilhelm Flögel (1912–1991), Kommunalpolitiker der Gemeinde Nieder-Eschbach. Stadtältester der Stadt Frankfurt.
Wilhelm-Grandhomme-Straße, Sindlingen
Dr. Wilhelm Grandhomme (1834–1907) war der erste Werksarzt der späteren Hoechst AG. 1873 richtete er dort eine Krankenstation ein und gilt als Pionier der Arbeitsmedizin.
Wilhelm-Gutbrod-Straße, Kalbach
Wilhelm Gutbrod (1890–1948) gründete 1925 in Ludwigsburg (Württemberg) seine Standard Fahrzeugfabrik GmbH und produzierte zuerst Motorräder später auch Automobile. 1951 Pionier der Otto-Direkteinspritzung bei einem PKW.
Wilhelm-Hauff-Straße, Westend
Wilhelm Hauff (1802–1827), schwäbischer Schriftsteller der Epoche des Biedermeier. Verfasser der bekannten Märchen wie Die Geschichte von dem kleinen Muck, Zwerg Nase oder Das Wirtshaus im Spessart.
Wilhelmine-Reichard-Weg, Bockenheim
Wilhelmine Reichard (1788–1848), die erste Deutsche, die es wagte, mit einem Ballon (1811 bei Dresden) aufzusteigen. Das Abenteuer ging dramatisch, aber glimpflich zu Ende.
Wilhelm-Kobelt-Straße, Schwanheim (davor Baronessenstraße)
Dr. Wilhelm Kobelt (1840–1916), der erste Arzt in Schwanheim, ab 1905 Professor an der Senckenbergischen Naturforschenden Gesellschaft mit Schwerpunktgebiet Geschwulstforschung.
Wilhelm-Koppel-Weg, Nied
Wilhelm Koppel (1916–1995), engagierter Nieder SPD-Lokalpolitiker.
Wilhelm-Leuschner-Straße, Gutleutviertel
Wilhelm Leuschner (1890–1944), SPD-Politiker, der im Dritten Reich bis zu seiner Ermordung in Berlin-Plötzensee gegen den Nationalsozialismus kämpfte.
Wilhelm-Meiß-Straße, Bergen-Enkheim
Wilhelm Meiß (1907–1983), Kommunalpolitiker und Stadtältester.
Wilhelm-Roser-Weg, Unterliederbach
Professor Dr. Wilhelm Roser (1858–1923), Leiter der wissenschaftlichen Laboratorien der Farbwerke Hoechst.
Wilhelmsbader Weg, Fechenheim
Wilhelmsbad, 1777 erbaute Kuranlage in Kesselstadt, Stadtteil von Hanau im Main-Kinzig-Kreis.
Wilhelm-Schickard-Straße, Gallus
Wilhelm Schickard (1592–1635), Professor für biblische Sprachen, Astronomie und Mathematik an der Universität Tübingen. 1623 Erfinder der mechanischen Rechenmaschine, quasi einer Vorläuferin der heutigen Computer.
Wilhelm-Schmelz-Weg, Nied
Wilhelm Schmelz (1909–1980), von 1935 bis 1946 Pfarrer an der bekennenden Kirche in Nied.
Wilhelmshavener Straße, Griesheim
Wilhelmshaven, Hafenstadt am Jadebusen in Niedersachsen.
Wilhelmshöher Straße, Seckbach
Benannt nach der Wilhelmshöhe, einem Park mit Schloss, heute Museum, bei Kassel. Die Wilhelmshöher Straße war einst die Verlängerung der Bornheimer Berger Straße, bevor sie durch den Bau der A 661 unterbrochen wurde.
Willemerstraße, Sachsenhausen
Marianne von Willemer (1784–1860), aus Linz/Oberösterreich stammende Tänzerin, wurde von Goethe hoch verehrt; siehe auch die ebenfalls nach ihr benannte „Mariannenstraße“.
Willemineallee, Niederrad
Willemine von Weinberg, geb. Huygens (1872–1935), Ehefrau von Arthur von Weinberg, dem ehemaligen Vorstandsvorsitzenden der Cassella-Werke in Fechenheim. Sie ermöglichte im Jahre 1929 den Bau des heute ältesten, nach ihr benannten Wohnhauses auf der Wegscheide. Siehe auch „Wegscheidestraße“.
Willibrachtstraße, Eschersheim
Nach einem um 1000 urkundlich erwähnten Bürger in Eschersheim. Nachnamen waren damals nicht üblich.
Willi-Petri-Steg, Praunheim
Willi Petri (1916–2009) Frankfurter Maler aus Praunheim; Steg über die Nidda
Willmannstraße, Fechenheim
Prof. Otto Willmann (1839–1920), Frankfurter Philologe und Pädagoge.
Willy-Berking-Straße, Praunheim
Willy Berking (1910–1979), in Düsseldorf gebürtiger, in Frankfurt verstorbener Posaunist und Komponist, bekannt geworden als Leiter des Tanzorchesters des Hessischen Rundfunks.
Willy-Brandt-Platz, Innenstadt
Willy Brandt (1913–1992), eigentlich Herbert Ernst Karl Frahm, war SPD-Politiker und von 1969 bis 1974 Bundeskanzler der BRD. Er erhielt 1971 den Friedensnobelpreis. Das „neue“ Straßenschild des umbenannten Theaterplatzes lautete allerdings zunächst auf „Willi-Brandt-Platz“.
Wim-Duisenberg-Platz, Ostend
Wim Duisenberg (1935–2005), von 1998 bis 2003 1. Präsident der in Frankfurt angesiedelten Europäischen Zentralbank. Der Platz im Ostend wurde gewählt, da die Bank im Ostend ihre künftigen Verwaltungsgebäude auf dem Gelände und in Kombination mit der ehemaligen Frankfurter Großmarkthalle errichtet.
Windeckstraße, Ostend
Die Herkunft des Namens bleibt im Dunkeln. Möglicherweise benannt nach der Gemeinde Windeck (Sieg) im Rhein-Sieg-Kreis, wo eine Gedenkstätte/ein Museum für die ab 1938 vertriebenen und ermordeten Judenfamilien eingerichtet wurde. Allerdings findet sich die Windeckstraße bereits auf dem Ravenstein-Stadtplan aus dem Jahr 1925.
Windmühlstraße, Bahnhofsviertel
Auf einem Stich von Merian um 1618 ist die dort einmal angesiedelte Getreidemühle abgebildet.
Windthorststraße, Höchst (1936–1945 Eupener Straße)
Ludwig Windthorst (1812–1891), deutscher Politiker, Vorsitzender der katholischen Zentrumspartei und nach Gründung des Deutschen Reiches ein wesentlicher Gegenspieler Otto von Bismarcks.
- Eupen, Stadt in Ostbelgien, bis 1920 zu Preußen und damit zum Deutschen Reich gehörig; musste nach dem bei den Nazis verhassten Friedensvertrag von Versailles abgetreten werden.

Wingertstraße, Ostend
Wingert ist der hessische Ausdruck für Weingarten. Noch bis Ende des 19. Jahrhunderts gab es in Frankfurt viele Weingärten, die aber fast alle der aus Amerika eingeschleppten Reblaus zum Opfer fielen.
Winterbachstraße, Dornbusch
Vois von der Winterbach war im 15. Jahrhundert Besitzer des Kühhornshofes.
Winterstraße, Rödelheim
Winter im Gegensatz zu Sommer? Nein. Ein Ritter Winther von Rödelheim verkaufte 1389 seinen Ganerbenanteil an der Burg an die Stadt Frankfurt. Mehr dazu siehe Burgfriedenstraße.
Wismarer Straße, Westend
Wismar, Hafen- und Hansestadt an der Ostsee, in Mecklenburg-Vorpommern. Seit 2002 ist die Altstadt von Wismar in die Welterbeliste der UNESCO aufgenommen. Im Zuge mit dem Bau des I.G. Farben-Verwaltungsgebäudes wurde die Hansaallee angelegt und das ehemalige Affensteiner Feld neu bebaut.
Wittelsbacherallee, Ostend und Bornheim
Das bayerische Königsgeschlecht der Wittelsbacher stellte auch zwei deutsche Kaiser, nämlich Ludwig IV. und Karl VII. Karl VII. residierte sogar zeitweise in Frankfurt, da österreichische Truppen München besetzt hielten.

## Wo
Wöhlerstraße, Westend
Dr. August Anton Wöhler (1771–1850), Tierarzt und Landwirt, Präsident eines später in Polytechnische Gesellschaft umbenannten Vereins, die die Frankfurter Sparkasse von 1822 gründete. Vater des Chemikers Friedrich Wöhler. Ein Frankfurter Gymnasium trägt seinen Namen.
Wolfhagener Straße, Dornbusch
Wolfhagen, Fachwerkstadt am Nordwestrand des Naturparks Habichtswald im Landkreis Kassel.
Wolf-Heidenheim-Straße, Rödelheim
Wolf Heidenheim, eigentlich Wolf Benjamin ben Samson (1757–1832), gebürtig aus Heidenheim, war ein berühmter jüdischer Gelehrter, der 33 Jahre in Rödelheim wirkte. Gründete dort mit Baruch Baschwitz eine Druckerei für hebräisches Schrifttum.
Wolfgang-Bangert-Straße, Kalbach-Riedberg
Wolfgang Bangert (1901–1973), gebürtig in Berlin, Architekt, Mitarbeiter von Ernst May bei der Schaffung der Siedlungen Römerstadt, Praunheim und Westhausen. Ab 1949 Stadtbaurat in Kassel, zuständig für den Wiederaufbau der Innenstadt.
Wolfsgangstraße, Nordend / Westend
Die Wolfsgangstraße erinnert an eine Wolfsplage, die 1415 das Nordend heimsuchte, so dass sich die Feldschützen nicht in die Weinberge trauten.
Wöllstädter Straße, Bornheim
Wöllstadt, Gemeinde im Wetteraukreis.
Woogstraße, Ginnheim
Woog ist die mundartliche Bezeichnung für Teich; das Wort ist verwandt mit Woge.  Die Woogstraße führt zum Wooggraben, der sich am Ginnheimer Wäldchen sich am Ginnheimer Wäldchen entlangzog. Über ihn wurden die zahlreichen Gräben in den Wiesen der Nidda-Aue entwässert. Bei Hochwasser bildete dieses Grabensystem einen Woog (Teich). Nach der Begradigung des Flusses und mit dem Strukturwandel in der Landwirtschaft veränderte sich die Landschaft jedoch weitgehend.
Wormser Straße, Sachsenhausen
Worms, bereits von den Kelten gegründete Stadt am Rhein. Damit eine der ältesten Städte Deutschlands. Gehörte bis 1945 zu Hessen-Darmstadt (Rheinhessen), danach in das neu entstehende Rheinland-Pfalz eingegliedert.
Wörsdorfer Straße, Gallus
Wörsdorf, Stadtteil von Idstein im Taunus, Rheingau-Taunus-Kreis.

## Wu
Wurmbachstraße, Bockenheim
Julius Wurmbach (1831–1901), Kommerzienrat, bis zur Eingemeindung nach Frankfurt Vizebürgermeister und Stadtverordneter in Bockenheim. Nach ihm ist auch die Juliusstraße benannt.
Wurstmarkt, Altstadt
Siehe Hühnermarkt.
Würzburger Straße, Ostend
Würzburg, Großstadt am Main, Sitz der Regierung von Unterfranken.